# Vainilla, bronce y morir (película)
Vainilla, bronce y morir o Una mujer más es una película de drama y romance mexicana de 1957, escrita y dirigida por Rogelio A. González, y protagonizada por Elsa Aguirre e Ignacio López Tarso. Esta película está basada en la novela homónima de la escritora Lilia Rosa.

## Argumento
La trama trata de una bella mujer, enferma fatalmente del corazón, que estudia pintura y se debate entre el amor de un escultor pobre y un matrimonio forzado con el sádico hijo de un millonario.

## Reparto
- Elsa Aguirre como Laura Sandoval.
- Ignacio López Tarso como Ricardo Castillo.
- José Gálvez como Enrique Vallarta.
- Luz María Aguilar como Eva.
- Luis Beristáin como Manuel, hijo.
- Emperatriz Carvajal como Isabel.
- José Baviera como Manuel Sandoval, padre.
- Armando Sáenz como Martín.
- Eduardo Alcaraz como Don Aurelio Vallarta.
- Diana Ochoa como madre de Enrique.
- José Pardavé como Antonio, criado.
- Mario García "Harapos" como Topo, estudiante.

## Comentarios
La novela de Lilia Rosa, premiada en un concurso literario de El Universal (1952), se llevó con rapidez y oportunidad al cine. La trama ofrecía posibilidades para desarrollar un melodrama urbano con personajes y situaciones más acordes con los aires de modernidad del México de los cincuenta. Mediante la utilización de una llamativa variedad de recursos expresivos (cámara en mano, flashbacks, iris y grandes acercamientos) Rogelio A. González consiguió una película no siempre elegante ni lograda, pero sí interesante. De nueva cuenta para la compañía Clasa. Ignacio López Tarso en la primera de las dos ocasiones en que trabajaría con el realizador, interpreta con sencillez y emotividad al escultor.